# Zenon Korytowski
Zenon Korytowski (ur. 3 stycznia 1935 w Sompolnie, zm. 6 października 2018) – polski malarz, grafik.

## Życiorys
Pochodzi z wielkopolskiej rodziny ziemiańskiej h. Mora. Urodził się w Sompolnie w pow. konińskim. W roku 1956 ukończył Liceum Sztuk Plastycznych w Poznaniu. Studia malarskie ukończył w Akademii Sztuk Pięknych Krakowie pod kierunkiem prof. Hanny Rudzkiej-Cybisowej, grafikę w metalu w pracowni Władysława Wejmana, zaś malarstwo architektoniczne w pracowni Wacława Taranczewskiego.
Od 1962 roku uczył plastyki w szkołach średnich w Tucholi i Grudziądzu, potem w Liceum Ogólnokształcącym i Zespole Szkół Leśnych w Tucholi. Czynnie uczestniczył w życiu kulturalnym środowiska jako prezes i członek zarządu Borowiackiego Towarzystwa Kultury. Bierze czynny udział w życiu artystycznym. Organizator ogólnopolskich i środowiskowych plenerów i wystaw malarskich. Honorowy obywatel miasta Sompolno.
Kolorysta, autor wielu pejzaży tucholskich, wykonywał także kompozycje figuralne (martwe natury), portrety.
Miał ponad pięćdziesiąt wystaw indywidualnych i brał udział w licznych wystawach międzynarodowych, ogólnopolskich, okręgowych i środowiskowych.
Jego prace znajdują się m.in. w Muzeum Okręgowym im. Leona Wyczółkowskiego w Bydgoszczy, Filharmonii Pomorskiej w Bydgoszczy, Centrum Sztuki Współczesnej „Znaki Czasu” w Toruniu, Muzeum im. J. Kasprowicza w Inowrocławiu, Muzeum Historyczno-Etnograficznym w Chojnicach, w zbiorach Miasta Konina, w Ratuszu w Olching (Niemcy/Bawaria) a także u kolekcjonerów prywatnych w kraju i za granicą (m.in. we Francji, Niemczech, Austrii).
Jest autorem projektu herbu miejskiego Tucholi, który obowiązywał w latach 1990-2014. W latach siedemdziesiątych wiele kamienic Tucholi ozdobionych było jego pracami (malarstwem ściennym), niektóre z nich zachowały się po dziś dzień.
Członek Stowarzyszenia Akwarelistów Polskich, Borowiackiego Towarzystwa Kultury w Tucholi, Związku Nauczycielstwa Polskiego.

## Odznaczenia
- Krzyż Kawalerski OOP
- Złoty Krzyż Zasługi
- Medal KEN
- Medal KPTK w Bydgoszczy
- Medal 700-lecia Tucholi
- Medal 200-lecia Wydziału Sztuk Plastycznych UMK w Toruniu
- Medal „50 lat Dni Borów Tucholskich”
- Medal „Przyjaciel Hospicjum” w Tucholi
- Medal 100 lat ZNP
- II nagroda w konkursie „Najlepszy obraz roku 1982” w Bydgoszczy
- I i II nagroda na Biennale Malarstwa, Rysunku i Grafiki Nauczycieli Plastyków w Bydgoszczy
- I nagroda na Ogólnopolskim Przeglądzie Nauczycieli Plastyków w Lublinie, 1993r.
- Nagroda za zestaw prac w konkursie "Kobieta w Sztuce", 1993r.